# LNER-Klasse A1 (Peppercorn)
| LNER-Klasse A1                                               | LNER-Klasse A1          | LNER-Klasse A1                                             |
| ------------------------------------------------------------ | ----------------------- | ---------------------------------------------------------- |
| 60163 Tornado im August 2008 vor den Hopetown Carriage Works |                         |                                                            |
| Betriebsnummern                                              | 60114 – 60162           | 60163                                                      |
| Baujahre                                                     | 1948 – 1949             | 1994 - 2008                                                |
| Gebaute Stückzahl                                            | 49                      | 1                                                          |
| Konstrukteur                                                 | Arthur Peppercorn       | Locomotive Construction Co Ltd (A1 Steam Locomotive Trust) |
| Erbauer                                                      | LNER                    | Locomotive Construction Co Ltd (A1 Steam Locomotive Trust) |
| Bauart                                                       | 2'C1' h3 (2-3-1)        | 2'C1' h3 (2-3-1)                                           |
| Leistung (indiziert)                                         | 2700 PSi                | 2700 PSi                                                   |
| Länge über Puffer                                            | 22,22 m                 | 22,24 m                                                    |
| Max. Höhe                                                    | 3,99 m                  | 3,96 m                                                     |
| Max. Breite                                                  | 2,82 m                  | 2,82 m                                                     |
| Ø Treibrad                                                   | 2.032 mm                | 2.032 mm                                                   |
| Ø vordere Laufräder                                          | 965 mm                  | 965 mm                                                     |
| Ø hinteres Laufräder                                         | 1.118 mm                | 1.118 mm                                                   |
| Höchstgeschwindigkeit                                        | 160 km/h                | 160 km/h                                                   |
| Kesseltyp                                                    | Diagram 118             | Diagram 118                                                |
| Kessel                                                       | 1,96 m                  | 2,00 m                                                     |
| Kessellänge gesamt                                           | 8,89 m                  | 8,89 m                                                     |
| Kesseldruck                                                  | 17,25 bar               | 17,25 bar                                                  |
| Zylinderdurchmesser                                          | 483 mm                  | 480 mm                                                     |
| Kolbenschieberdurchmesser                                    | 250 mm                  | 250 mm                                                     |
| Kolbenhub                                                    | 660 mm                  | 660 mm                                                     |
| Rostfläche                                                   | 4,65 m²                 | 4,65 m²                                                    |
| Verdampfungsheizfläche Feuerbüchse                           | 22,79 m²                | 22,79 m²                                                   |
| Verdampfungsheizfläche Heizrohre                             | 112,56 m²               | 112,56 m²                                                  |
| Verdampfungsheizfläche Rauchrohre                            | 93,32 m²                | 93,32 m²                                                   |
| Verdampfungsheizfläche gesamt                                | 228,67 m²               | 228,67 m²                                                  |
| Ø kleine Rauchrohre                                          | 57,2 mm                 | 57,2 mm                                                    |
| Ø große Rauchrohre                                           | 133,4 mm                | 133,4 mm                                                   |
| Überhitzerfläche                                             | 64,14 m²                | 64,14 m²                                                   |
| Achslast                                                     | 22,5 t                  | 22,5 t                                                     |
| Lokreibungslast                                              | 67,6 t                  | 67,6 t                                                     |
| Lokdienstlast                                                | 106,9 t                 | 106,9 t                                                    |
| Gesamtgewicht (Lok und Tender)                               | 168,8 t                 | 168,8 t                                                    |
| Tender Kohlekapazität                                        | 9,14 t                  | 7,6 t                                                      |
| Tender Wasserkapazität                                       | 22.700 l                | 27.240 l                                                   |
| Tender Gesamtgewicht                                         | 61,87 t                 | 61,87 t                                                    |
| Tender Radsätze                                              | 4 Achsen im Starrrahmen | 4 Achsen im Starrrahmen                                    |
| Tender Ø Räder                                               | 1.270 mm                | 1.270 mm                                                   |

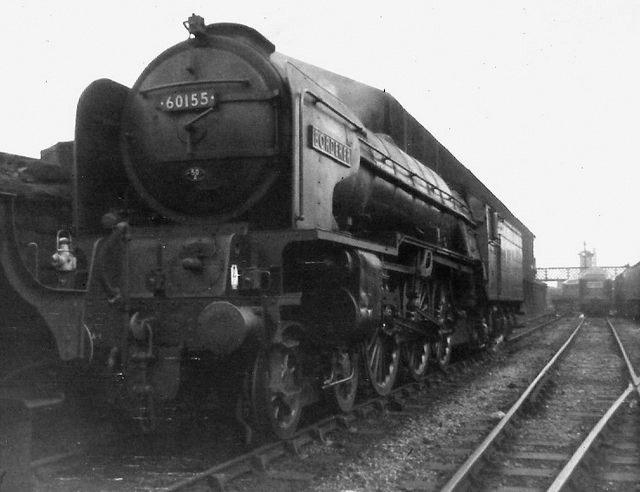
LNER-Klasse A1 60155 Borderer, vorbereitet und dienstbereit an der Bekohlungsanlage des Depots Gateshead, April 1964, Außerdienststellung im Oktober 1965

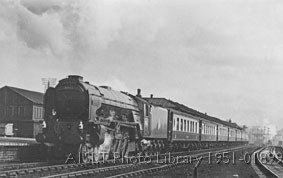
Die A1 60133 Pommern passiert im Jahr 1951 den Hochbahnsteig von Leeds-Holbeck mit dem Zug Yorkshire Pullman von Leeds Central nach London King’s Cross

Die LNER-Klasse A1 ist eine britische Dampflokomotiv-Baureihe aus der Zeit nach dem Zweiten Weltkrieg. Sie wurde nach dem Entwurf des letzten Chefkonstrukteurs der London and North Eastern Railway (LNER) Arthur Henry Peppercorn gebaut.

## Geschichte
Es handelt sich um eine Weiterentwicklung der LNER-Klasse A1/1 seines Vorgängers Edward Thompson. Die Baureihe besaß die Achsfolge 2’C1’ h3 (deutsch) / 4-6-2 (englisch) und wurde mit drei Zylindern angetrieben. Bei der Schornsteinanlage entschied man sich für die Bauart Doppel-Kylchap. Die neue Serie wurde von der LNER bestellt und nach der Verstaatlichung der privaten Bahngesellschaften in den Werken der LNER in Doncaster und Darlington für British Railways (BR) von 1948 bis 1949 gebaut.
Die ursprünglich als LNER-Klasse A1 bezeichneten Lokomotiven von Sir Nigel Gresley hatte man zu diesem Zeitpunkt bereits in Klasse A10 umbenannt. Die Lokomotiven wurden entworfen, um den schwersten Personenzügen der Nachkriegszeit auf der Strecke London – York – Newcastle – Edinburgh – Aberdeen an der britischen Ostküste (East Coast Mainline) gewachsen zu sein. Diese bestanden normalerweise aus Zügen mit bis zu 15 Wagen und bis zu 550 Tonnen Gewicht. Die Loks dieser Klasse waren damit fähig, eine Geschwindigkeit von 95–110 km/h (60–70 mph) auf ebener Strecke zu fahren.
Andere berühmte Dampflokomotiven, die auf den Hauptstrecken der britischen Ostküste verkehrten, blieben erhalten. Dazu gehören einige von Sir Nigel Gresley entworfene Lokomotiven, wie beispielsweise sechs der Klasse A4 der LNER (darunter die Rekordlokomotive Mallard) und die „Flying Scotsman“ der LNER-Klasse A3. Die 49 gebauten Lokomotiven der Klasse A1 Peppercorn wurden dagegen, als Folge der Modernisierungs- und Verdieselungspläne der 1950er Jahre, in den 1960er Jahren nach nur 14 Jahren verschrottet. Dies geschah schließlich auch im Jahr 1966 mit der Nr. 60145 St. Mungo als letzter Lokomotive ihrer Klasse.

## Lokomotive 60163 Tornado
Die komplette Verschrottung aller Exemplare führte zur Gründung des A1 Steam Locomotive Trust durch britische Eisenbahnfans im Jahr 1990, mit dem Ziel, die 60163 Tornado als 50. Lokomotive ihrer Klasse von Grund auf neu zu bauen. Die 2008 fertiggestellte 60163 Tornado ist die erste normalspurige Dampflokomotive, die seit 1960 in Großbritannien gebaut wurde. Abweichend von der ursprünglichen Serie ist die 60163 Tornado fähig, leichtere Züge mit zehn bis elf Reisezugwagen mit höherer Geschwindigkeit zu befördern. Dadurch kann sich die Lokomotive besser in das moderne Verkehrsgeschehen einfügen. Die Lokomotive kann auf den Hauptstrecken von Network Rail und auf Museumseisenbahnen eingesetzt werden. Sie weist viele Unterschiede zu den Original-Lokomotiven auf. Ursache sind die veränderten Produktionsverfahren und die Berücksichtigung von Verbesserungen, die wahrscheinlich an der relativ neuen Baureihe vorgenommen worden wären. 60163 Tornado wurde von der Locomotive Construction Co Ltd. gebaut, einem Tochterunternehmen des A1 Steam Locomotive Trust. Die Lok wurde von Prinz Charles und seiner Frau Camilla getauft.
Mit einem Zug, bestehend aus elf Waggons – vergleichbar mit dem Einsatzspektrum der historischen A1 – erreichte die Tornado bei Zulassungsfahrten zeitweilig die nötige Geschwindigkeit für Hauptstrecken. Die theoretische Höchstgeschwindigkeit der Tornado liegt bei 100 mph (= 161 km/h), die Höchstgeschwindigkeit wird jedoch im normalen Betrieb auf 90 mph (= 144,8 km/h) begrenzt.
Seit der Zulassung für Hauptstrecken 2009 wird das Fahrzeug vor Sonderzügen auf Hauptstrecken eingesetzt. Dort soll sie die verbliebenen Verbindlichkeiten des Projekts wieder hereinholen. Insgesamt kostete das Projekt £3.000.000. Tornado sollte bis zur nötigen Neuzulassung des Kessels nach zehn Jahren Einsatz ununterbrochen auf Hauptstrecken in Betrieb sein. Inzwischen waren jedoch größere Reparaturen an der Feuerbüchse der Lokomotive notwendig. Bei den Arbeiten mussten im Dampflokwerk Meiningen der Deutschen Bahn AG (DB) mehrere hundert Stehbolzen ersetzt und mehrere Risse beseitigt werden. Der Vorsitzende des Trusts beabsichtigte, die Lokomotive bis Ende April 2011 wieder einsatzfähig für den Betrieb auf Hauptstrecken zu bekommen. Im Mai 2011 wurden mit der Lokomotive dann tatsächlich Testfahrten durchgeführt und im Juni 2011 konnte sie wieder für den Betrieb auf Hauptstrecken zugelassen werden.
2022 ging die Lokomotive außer Betrieb. Unter anderem lieferte Hitachi Rail Fahrzeugrechner für den Betrieb mit dem European Train Control System (ETCS) zu. Die 60163 Tornado ist damit seit 2025 weltweit die erste mit ETCS Level 2 ausgerüstete Dampflokomotive. Die ETCS-Ausrüstung erfolgte im Rahmen des East Coast Digital Programme.

## Namen und Betriebszeiträume aller Lokomotiven
| Nummer | Name               | In Dienst      | Außer Dienst  |
| ------ | ------------------ | -------------- | ------------- |
| 60114  | W.P. Allen         | August 1948    | Dezember 1964 |
| 60115  | Meg Merrilies      | September 1948 | November 1962 |
| 60116  | Hal o' the Wynd    | Oktober 1948   | Juni 1965     |
| 60117  | Bois Roussel       | Oktober 1948   | Juni 1965     |
| 60118  | Archibald Sturrock | November 1948  | Oktober 1965  |
| 60119  | Patrick Stirling   | November 1948  | Mai 1964      |
| 60120  | Kittiwake          | Dezember 1948  | Januar 1964   |
| 60121  | Silurian           | Dezember 1948  | Oktober 1965  |
| 60122  | Curlew             | Dezember 1948  | Dezember 1962 |
| 60123  | H.A. Ivatt         | Februar 1949   | Oktober 1962  |
| 60124  | Kenilworth         | März 1949      | März 1966     |
| 60125  | Scottish Union     | April 1949     | Juli 1964     |
| 60126  | Sir Vincent Raven  | April 1949     | Januar 1965   |
| 60127  | Wilson Worsdell    | Mai 1949       | Juni 1965     |
| 60128  | Bongrace           | Mai 1949       | Januar 1965   |
| 60129  | Guy Mannering      | Juni 1949      | Oktober 1965  |
| 60130  | Kestrel            | September 1948 | Oktober 1965  |
| 60131  | Osprey             | Oktober 1948   | Oktober 1965  |
| 60132  | Marmion            | Oktober 1948   | Juni 1965     |
| 60133  | Pommern            | Oktober 1948   | Juni 1965     |
| 60134  | Foxhunter          | November 1948  | Oktober 1965  |
| 60135  | Madge Wildfire     | November 1948  | November 1962 |
| 60136  | Alcazar            | November 1948  | Mai 1963      |
| 60137  | Redgauntlet        | Dezember 1948  | Oktober 1962  |
| 60138  | Boswell            | Dezember 1948  | Oktober 1965  |
| 60139  | Sea Eagle          | Dezember 1948  | Juni 1964     |
| 60140  | Balmoral           | Dezember 1948  | Januar 1965   |
| 60141  | Abbotsford         | Dezember 1948  | Oktober 1964  |
| 60142  | Edward Fletcher    | Februar 1949   | Juni 1965     |
| 60143  | Sir Walter Scott   | Februar 1949   | Mai 1964      |
| 60144  | King's Courier     | März 1949      | April 1963    |
| 60145  | Saint Mungo        | März 1949      | Juni 1966     |
| 60146  | Peregrine          | April 1949     | Oktober 1965  |
| 60147  | North Eastern      | April 1949     | August 1964   |
| 60148  | Aboyeur            | Mai 1949       | Juni 1965     |
| 60149  | Amadis             | Mai 1949       | Juni 1964     |
| 60150  | Willbrook          | Juni 1949      | Oktober 1964  |
| 60151  | Midlothian         | Juni 1949      | November 1965 |
| 60152  | Holyrood           | Juli 1949      | Juni 1965     |
| 60153  | Flamboyant         | August 1949    | November 1962 |
| 60154  | Bon Accord         | September 1949 | Oktober 1965  |
| 60155  | Borderer           | September 1949 | Oktober 1965  |
| 60156  | Great Central      | Oktober 1949   | Mai 1965      |
| 60157  | Great Eastern      | November 1949  | Januar 1965   |
| 60158  | Aberdonian         | November 1949  | Dezember 1964 |
| 60159  | Bonnie Dundee      | November 1949  | Oktober 1963  |
| 60160  | Auld Reekie        | Dezember 1949  | Dezember 1963 |
| 60161  | North British      | Dezember 1949  | Oktober 1963  |
| 60162  | Saint Johnstoun    | Dezember 1949  | Oktober 1963  |
| 60163  | Tornado            | August 2008    | -             |